# Liste deutscher Stadtgründungen/9. Jahrhundert
Die Liste deutscher Stadtgründungen im 9. Jahrhundert enthält Orte, die im 9. Jahrhundert gegründet oder erstmals urkundlich erwähnt wurden und später zu Städten wurden.
- 802 Eisfeld, erste urkundliche Erwähnung
- 802 Pappenheim, erste urkundliche Erwähnung als „Papinhaim im Sualafeld“
- 804 Halberstadt, erste urkundliche Erwähnung
- 804 Ostheim vor der Rhön, erste urkundliche Erwähnung
- 805 Magdeburg, erstmals im Diedenhofener Kapitular Karls des Großen als Magadoburg urkundlich erwähnt
- 805 Forchheim, ebenfalls im Diedenhofener Kapitular erwähnt
- 806 Halle (Saale), erste urkundliche Erwähnung als „Halla“
- 806 Ingolstadt, erste urkundliche Erwähnung als „Ingoldesstat“
- 806 Staßfurt, erste urkundliche Erwähnung
- 812 Lauterbach (Hessen), erste urkundliche Erwähnung
- 815 Wangen im Allgäu, erste urkundliche Erwähnung als „Wangun“
- 815 Hildesheim, erste urkundliche Erwähnung
- 817 Geisa, erste urkundliche Erwähnung
- 817 Markdorf, erste urkundliche Erwähnung
- 817 Vacha, erste urkundliche Erwähnung
- 817 Villingen-Schwenningen, erste urkundliche Erwähnung der einzelnen Orte Villingen und Schwenningen
- 819 Lübeck, erste slawische Burganlage von Alt-Lübeck am Zusammenfluss von Trave und Schwartau
- 819 Bad Kreuznach erste urkundliche Erwähnung in den Annales Regni Francorum als Cruciniacum
- 819 Bad Saulgau, erste urkundliche Erwähnung
- 819 Asperg, erste urkundliche Erwähnung als Gaugraf Gozberg seinen dortigen Besitz dem Kloster Weißenburg im Elsass schenkt
- 819 Stadtschwarzach, erste urkundliche Erwähnung als „Monasterium Suarizaha“ (Verzicht auf die Stadtrechte 1818)
- 822 Völklingen, erste urkundliche Erwähnung als „Fulcolingas“
- 823 Gunzenhausen, erste urkundliche Erwähnung als „Gunzinhusir “
- 828 Eschweiler, erste urkundliche Erwähnung als „Fundus Regius Ascvilare“
- 830 Burgkunstadt, erste urkundliche Erwähnung
- 830 Merseburg, erste Erwähnung als „Mersiburg“
- 825 (oder 826) Mosbach, erste Erwähnung als „Mosabach“, heutiger Stadtteil Lohrbach bereits 765
- 832 Hamburg, erste Erwähnung des Ortes Hamburg
- 832 Hadamar, erste Erwähnung des Ortes
- 833 Geseke, erste urkundliche Erwähnung in einer Schenkungsurkunde von Kaiser Ludwig dem Frommen, in welcher „Geiske“ neben Anadopa (Ampen, heute zu Soest) gehörend und Ismereleke (Schmerlecke, heute zu Erwitte gehörend) genannt wird; Stadtgründung wahrscheinlich 1217 (Stadtrecht ist via Rüthen dem Recht der Stadt Köln entlehnt)
- 834 Meppen, erste urkundliche Erwähnung in einer Schenkungsurkunde von Kaiser Ludwig dem Frommen
- 834 Castrop-Rauxel, erste urkundliche Erwähnung
- 834 Langen (Hessen), erste urkundliche Erwähnung in einer Schenkungsurkunde von König Ludwigs II.
- 836 Soest, erste urkundliche Erwähnung als „villa Sosat“
- 837 Heldburg, erste urkundliche Erwähnung
- 837 Ummerstadt, erste urkundliche Erwähnung
- 838 Buchhorn wurde 838 als Buachihorn erstmals erwähnt, ging auf in die Stadt Friedrichshafen
- 839 Vreden, erste urkundliche Erwähnung in den Annales Xantenses
- 840 Sangerhausen, erste urkundliche Erwähnung
- 841 Zella-Mehlis, erste urkundliche Erwähnung
- 842 Feldkirch, die Stadt wurde bereits in der Antike (römischer Name Clunia) besiedelt und wird erstmals im „rätischen Urbar“ – einem Besitzverzeichnis von 842 – erwähnt
- 849 Ratingen, erste urkundliche Erwähnung als "Hratuga"
- 850 Ahlen, erste urkundliche Erwähnung
- 851 Wildeshausen, erste Erwähnung in der Translatio S. Alexandri
- 853 Bünde, erste urkundliche Erwähnung als „Buginithi“
- 854 Ulm, erste urkundliche Erwähnung als „Hulma“
- 860 Clingen, erste urkundliche Erwähnung
- 861 Eislingen/Fils, erste urkundliche Erwähnung als „Isininga“
- 863 Balingen, erste urkundliche Erwähnung als „Balginga“
- 867 Weißenburg in Bayern, erste urkundliche Erwähnung als „Uuizinburc“
- 874 Linz am Rhein, erste urkundliche Erwähnung als „Lincesce“
- 874 Schmalkalden, erste urkundliche Erwähnung
- 874 Wasungen, erste urkundliche Erwähnung
- 875 Velbert, erste urkundliche Erwähnung
- 876 Ellrich, erste urkundliche Erwähnung
- 876 Kahla, erste urkundliche Erwähnung
- 876 Magdala, erste urkundliche Erwähnung
- 876 Sömmerda, erste urkundliche Erwähnung
- 880 Bad Ems, erste urkundliche Erwähnung
- um 880 Herne, erste urkundliche Erwähnung als „Haranni“ in einem Urbar des Klosters Werden
- 882 Dortmund, erste urkundliche Erwähnung als „Throtmanni“
- 882 Lindau (Bodensee), urkundlich erstmals 882 von einem St. Galler Mönch erwähnt
- 882 Tettnang, erste urkundliche Erwähnung unter dem Namen „Tettinanc“
- 883 Duisburg, erste urkundliche Erwähnung, möglicherweise bereits im 1. Jahrhundert n. Chr. ein rechtsrheinischer römischer Vorpfosten namens Dispargum gegenüber dem linksrheinischen römischen Auxiliarlager Asciburgium.
- 885 Waiblingen, erste urkundliche Erwähnung als „Uueibelingen“
- 889 Mainbernheim, erste urkundliche Erwähnung als „bernheim“
- 890 Roßleben, erste urkundliche Erwähnung
- 890 Bochum, erste urkundliche Erwähnung
- 890 Wattenscheid, erste urkundliche Erwähnung als „Villa Uattanscethe“
- 890 Marl, erste urkundliche Erwähnung
- 897 Stadtlengsfeld, erste urkundliche Erwähnung
- 898 Nördlingen, erste urkundliche Erwähnung als karolingischer Königshof „Nordilinga“
- 899 Saalfeld/Saale, erste urkundliche Erwähnung
- 899 Weimar, erste urkundliche Erwähnung als „Wimares“
- 899 Ellingen, erste urkundliche Erwähnung als „Elling“
- 899 Treuchtlingen, erste urkundliche Erwähnung als „Drutelinga“

## Verleihung der Stadtrechte
Folgende Orte bekamen im 9. Jahrhundert die Stadtrechte verliehen:
- 805 Münster – Erhebung in den Stand einer civitas als Sitz eines Bischofs